# Szabó Katalin (tornász)
Szabó Katalin (románul: Ecaterina Szabo; Zágon, 1968. január 22. –) romániai magyar többszörös olimpiai, világ- és Európa-bajnok tornász.
1983-ban felkerült a Nemzetközi Torna Szövetség Világszínvonalú tornászok listájára.

## Élete
1968-ban született a Kovászna megyei Zágonban. Hatévesen az ónfalvai, majd a dévai tornaiskolába került. Első edzői Maria Cosma és Ágoston Mihály, később Károlyi Béla és Márta voltak.
1983 és 1984 között 17 alkalommal kapott maximális, 10-es pontszámot a tökéletesen végrehajtott gyakorlataira. Az 1984. évi nyári olimpiai játékokon Los Angelesben négy aranyérmet szerzett; rajta kívül a világon ez a teljesítmény csupán három másik tornásznőnek sikerült – ezek egyike Keleti Ágnes.

### Visszavonulása után
Az 1988-as szöuli olimpia előtt egy évvel váratlanul visszavonult. A Bukaresti Egyetem Sport és Testnevelés karán szerzett oklevelet, majd Déván edzősködött. Tanítványa volt többek közt az 1999-es világbajnok Maria Olaru is.
1991-ben házasodtak össze Tamás Krisztiánnal. Férjével és két fiával (Lorenzó és Zénó) a franciaországi Chamalières-ben él, és egy helybéli csapat edzője.

## Díjak, kitüntetések
Nevét viseli szülőfaluja, Zágon óvodája és a sepsiszentgyörgyi sportcsarnok.
A Román Torna Szövetség 1982-től 1987-ig minden évben (kivéve 1985-öt, amikor nem osztották ki a díjat) beválasztotta az év tíz legjobb női sportolója közé, 1984-ben pontosabban az év legjobb női sportolójának nevezte ki.
1983-ban felkerült a Nemzetközi Torna Szövetség Világszínvonalú tornászok listájára.
1984-ben Kiváló Sportolói címmel tüntették ki.
2000-ben a Nemzeti Érdemrend parancsnoki fokozatával tüntették ki.
Ugyancsak 2000-ben került be az International Gymnastics Hall of Fame-be.
2008-ban  megkapta a román sport legmagasabb kitüntetését, a Sport Érdemrend I. fokozatát, továbbá a Román Nemzeti Sporthivatal Legendás Bajnokok díját.

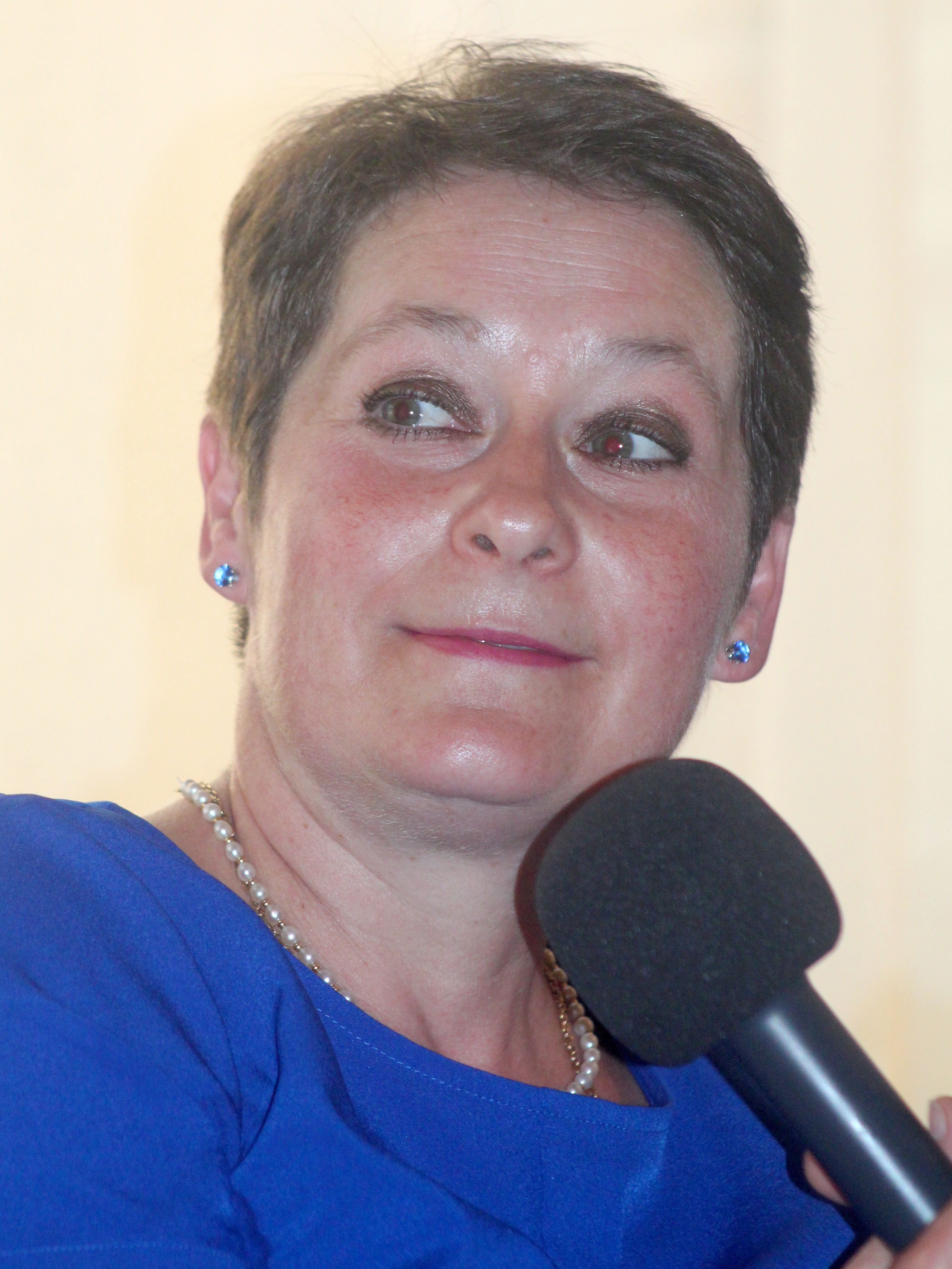
Horváth László felvétele, Szabó Katalin 2017-ben